# MS Rhapsody of the Seas
Rhapsody of the Seas је крузер "Vision" класе којом управља "Royal Caribbean International". На броду се налази једанаест палуба. Крузер је дугачак 279 и широк 35,64 метра. 